# Guaiacum officinale

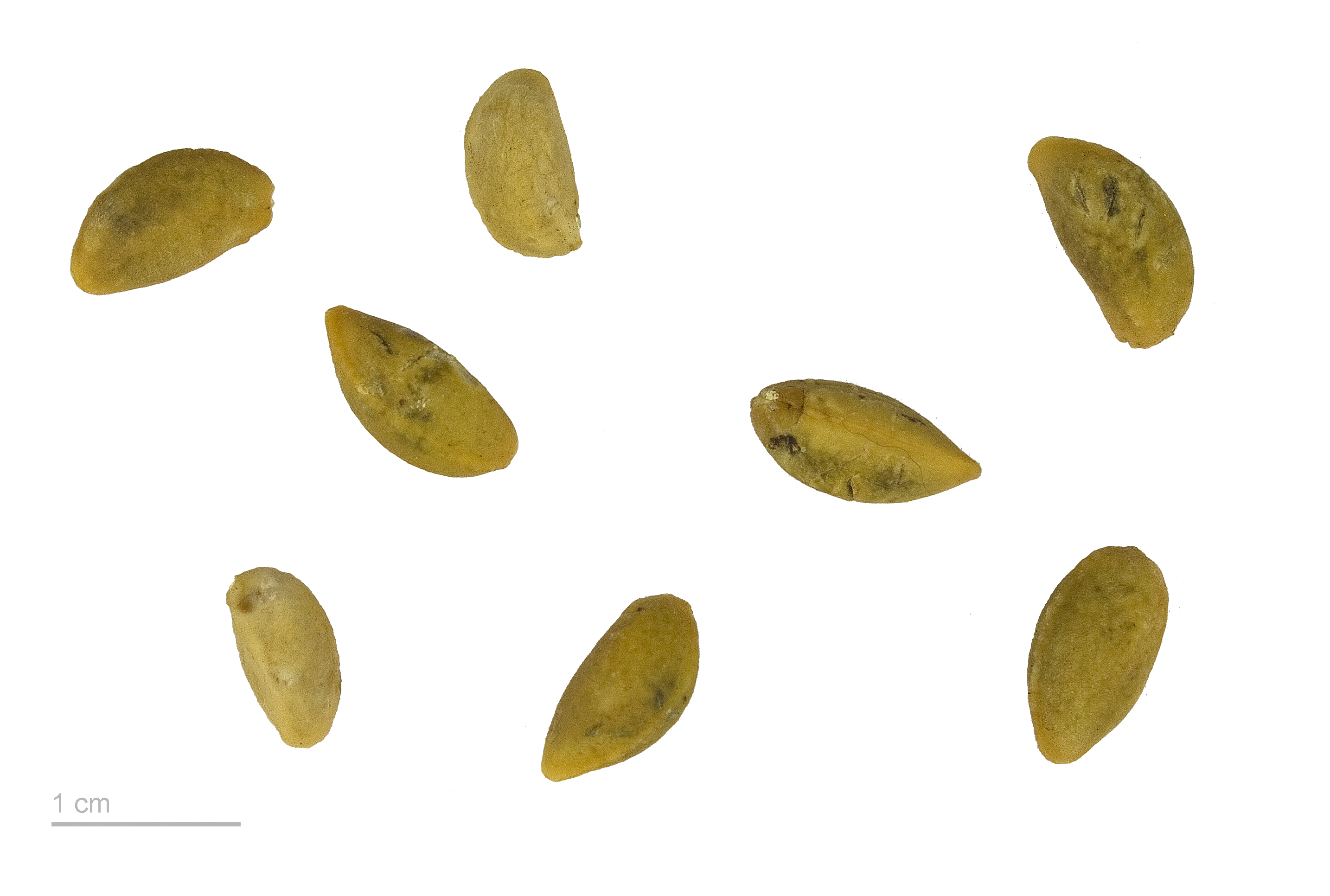
Guaiacum officinale

Il guaiaco (Guaiacum officinale L., 1753), conosciuto anche come lignum vitae, è una pianta appartenente alla famiglia Zygophyllaceae, originaria dell'America Centrale. Come anche le altre specie di Guaiacum è inserito nelle liste CITES.
Oggi la si trova soprattutto nel Messico del Sud, nelle Antille, in Colombia e in Venezuela.

## Morfologia
Albero sempreverde, a crescita lenta, che può raggiungere i 10 m di altezza;
- il legno è molto scuro, pesante e resinoso;
- le foglie sono composte da 4 a 28 foglie;
- i piccoli fiori, larghi 2 cm, sono di colore blu-azzurro.

## Proprietà ed utilizzo
Il legno del G. officinale è uno dei più pesanti esistenti, infatti ha una densità che allo stato anidro può arrivare a circa 1350 kg/m³.
Esso essuda una resina il cui principio attivo più importante è il guaiacolo oltre a resine (acido guaiaconico, guaianetico, guaiacico), saponine (guaiasaponina), vanillina, sostanze terpeniche (guaiaguttina, guaiazulene), olio essenziale (5-6%), componenti che le conferiscono proprietà balsamica, espettorante, diuretica, sudorifera, depurativa, lassativa, antireumatica, antisettica, antiossidante, antinfiammatoria.
Per le sue proprietà il guaiaco viene usato per la cura di reumatismi, intossicazioni, stipsi, respiratorio, per la cellulite dura o molle o media, linfatismo, antiradicali liberi, ringiovanente, fortemente drenante.
Infusi di guaiaco vengono utilizzati nelle zone di origine nella cura della sifilide, anche se la sua efficacia non è ancora stata dimostrata.

## Tossicità
L'ingestione incontrollata di guaiaco può provocare irritazione alle mucose dell'apparato digerente ed eruzioni cutanee di tipo scarlattiniforme, la resina che essuda dal legno, invece, può provocare dermatiti da contatto.

## Curiosità
Il guaiaco divenne la panacea più diffusa dopo il 1520 per curare la sifilide. Il legno di guaiaco aveva molti assi nella manica. Veniva dall'America come la sifilide, e quindi rispondeva al criterio divino secondo cui la malattia e il suo rimedio erano compatrioti. Inoltre il suo decotto produceva l'effetto, assai auspicabile secondo la teoria umorale, di far sudare copiosamente il malato.
Il fiore di G. officinale è emblema nazionale della Giamaica.
Il legno di G. officinale viene utilizzato per realizzare sculture di legno e manici, per la sua durezza e resistenza.

## Filatelia
- Isole vergini (1978), 8c (JPG), su plantstamps.net.
- Montserrat (1976), 3c (JPG), su plantstamps.net.